# Cyathea atrox
Cyathea atrox är en ormbunkeart som beskrevs av Carl Frederik Albert Christensen. Cyathea atrox ingår i släktet Cyathea och familjen Cyatheaceae. Inga underarter finns listade.